# Sympherobius fuscescens
Sympherobius fuscescens is een insect uit de familie van de bruine gaasvliegen (Hemerobiidae), die tot de orde netvleugeligen (Neuroptera) behoort. 
Sympherobius fuscescens is voor het eerst wetenschappelijk beschreven door Wallengren in 1863.